# Strid i bebyggelse

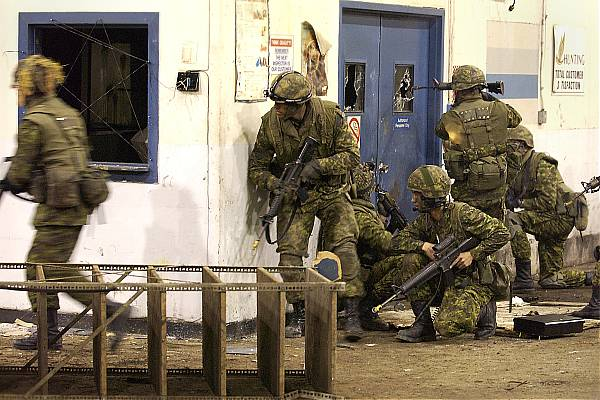
Soldater ur Calgary Highlanders övar strid i bebyggelse, 2004.

Strid i bebyggelse, SIB, är ett begrepp inom modern krigföring som syftar på den typ av strid som äger rum i bebyggda miljöer, till exempel i städer. Denna typ av krigföring är en relativ modern företeelse som anses ha växt fram under 1900-talet. Krigföring i eller i anslutning till bebyggda områden anses historiskt sett vara belägringskrig.
Strid i bebyggelse är mycket annorlunda jämfört med krigföring på strategisk och taktisk nivå. Stadsmiljön och eventuell förekomst av civilbefolkning gör krigföringen mycket svår. Det kan vara problematiskt att skilja just civilbefolkning från milis och beväpnade banditgäng, särskilt i det fall som personer med vapen försöker skydda sina bostäder och tillhörigheter.
Stadsmiljön försvårar även krigföringen på andra sätt: bränder och brandgaser försvårar sikten, raserade byggnader förhindrar eller omöjliggör framträngande och olika föremål eller till och med lik kan vara försåtminerade. Miljön är ypperlig för krypskyttar och liknande typer av kombattanter. Kraven på materiel, manskap och ledning blir därför mycket stora och det är en såväl fysiskt som psykiskt mycket krävande miljö.

## Terminologi
- FN: Urban operations, UO (tidigare även MOUT, Military Operations in Urban Terrain)
- NATO: Close Quarter Battle, CQB
- USA: Military Operations in Urban Terrain
- Storbritannien och Kanada: Fighting in built-up areas, FIBUA (tidigare även OBUA, Operations in Built-Up Areas)
- Danmark: Bykamp
- Tyskland: Häuserkampf och Kampf in bebautem Gelände
- Finska: Asutuskeskustaistelu, AKE
- Norge: Strid i bebygd område, SIBO

Inofficiell soldatjargong använder ibland termen FISH and CHIPS (Fighting in Someone's House and Causing Havoc in People's Streets)
Termen FOFO, Fighting in Fortified Objectives, är inte samma sak som strid i bebyggelse utan syftar på den del av striden som innebär att man dels rensar trånga utrymmen som bunkrar, skyttegravar och motståndsnästen från fientlig trupp, dels desarmering av minor och dels att man kan inrätta stödjepunkter på fiendens område.

## Sverige
I Sverige utbildar Försvarsmakten särskilda förband för strid i bebyggelse, så kallade stadsskyttebataljoner. Utbildningen bedrivs på Livgardet i Kungsängens övnings- och skjutfält där särskilda övningsanläggningar byggts upp, Stora Sätra och Trehusbacken. Övningar sker också i Stockholms innerstad. Markstridsskolan genomförde under åren 2002–2006 en studie kallad MOUT 2010 avseende taktik och stridsteknik på bataljonsnivå. Härvid studerades bland annat ledningstjänst, sambandstjänst, underrättelsetjänst, vapenverkan och förbandens rörlighet. Dessutom studerades hur utbildningshjälpmedel för strid i bebyggelse skall utformas.
Till och med 1990-talets slut utbildades stadsskyttebataljoner avsedda för Göteborg och Malmö under olika tidsperioder vid I 15 (Borås), I 16 (Halmstad) och P 7 (Revingehed).
I Sverige har benämningen SIB för Strid i bebyggelse ersatts av MOUT, Militära Operationer i Urban Terräng.

### Övningsplatser
I Sverige är övningsanläggningarna för SIB eller MOUT klassificerade i tre olika nivåer.
- Nivå 1: 8-10 soldater kan övas samtidigt på anläggningen (Boden, Skövde, Halmstad och Revingehed)
- Nivå 2: 30-40 soldater kan övas samtidigt på anläggningen (Kungsängens övnings- och skjutfält i Stockholm)
- Nivå 3: 150-200 soldater kan övas samtidigt på anläggningen (på Prästtomta skjutfält i Kvarn nordost om Motala). Anläggningen i Kvarn är unik i Sverige då den medger övning med skarp ammunition för enheter upp till kompanis storlek.[5] Den inrymmer 42 byggnader.[6] Anläggningen, som heter Spång, är uppkallad efter en av de tidigare gårdarna på orten. Den innehåller en fiktiv stadskärna och är 500 x 500 meter stor. Hösten 2016 samövade finska och svenska soldater i träningsanläggningen.[7]

## Vidare information
- youtube.com: Med fienden i garderoben − Därför är strid i bebyggelse så farligt